# Argumentum ad misericordiam
Apelo à misericórdia (em latim: Argumentum ad misericordiam) é uma falácia lógica. Consiste em se fazer de vítima para ganhar a simpatia do adversário apresentando-se como uma pessoa digna de pena, na expectativa de vencer moralmente um debate sem nem sequer apresentar um argumento plausível para defender o ponto de vista em discussão.

## Estrutura lógica
- Pessoa A faz uma proposição X para pessoa B;
- Na esperança de convencer B sobre a proposição X em questão, A se vitimiza;
- Portanto, por piedade, B aceita a proposição X feita por A como verdade inquestionável.[4]

### Exemplos
1. "Esperamos que você aceite as nossas recomendações. Nós passamos os últimos três meses trabalhando miseravelmente nesse relatório, sem descansarmos nem por um minuto".
2. "O senhor não pode me reprovar, eu ficarei arruinado, a minha vida depende dessa prova".
3. "O que você está dizendo não pode estar certo, eu vim da pobreza e sei que não é bem assim".